# Ázsiai csontnyelvű hal
Az ázsiai csontnyelvű hal (Scleropages formosus) a sugarasúszójú halak (Actinopterygii) osztályának elefánthalak (Osteoglossiformes) rendjébe, ezen belül a csontosnyelvűek (Osteoglossidae) családjába tartozó faj.

## Előfordulása
Az ázsiai csontnyelvű hal előfordulási területe Délkelet-Ázsia. Dél-Mianmartól egészen a Maláj-félszigetig és Indonéziáig, valamint Thaiföld keleti részétől egészen a kambodzsai Cardamom-hegységig található meg.

## Megjelenése
Hossza elérheti a 90 centimétert. Az állkapocscsont végén két bajuszszál nő ki. Testét nagy pikkelyek borítják.

## Életmódja
Trópusi és édesvízi hal, mely inkább a mederfenék közelében tartózkodik. A 24-30 °C-os vizeket kedveli. A fiatal vízfelszíni rovarokkal táplálkozik, míg a felnőtt halakat és más kisebb gerinceseket is zsákmányolhat.

## Szaporodása
A szaporodási időszak alatt a hím és a nőstény párt alkotnak. Az akváriumokban megfigyelt udvarlási szertartás hetekig és akár hónapokig is eltartott. Ezalatt a halak mikor a felszínközelében úsznak, mikor pedig egymás körül úsznak. Miután a nőstény lerakta az ikráit és a hím megtermékenyítette, a hím a szájába veszi azokat. Az ikra narancssárgás-vöröses színű. Az ivadék, körülbelül egy hét múlva kel ki az ikrából, de még 7-8 hétig az apja szájában marad, a szikzacskójából táplálkozva.

## Felhasználása
Az ázsiai csontnyelvű halnak ipari mértékű a halászata. Akváriumokban is közkedvelt; annak ellenére, hogy a Washingtoni egyezmény (CITES) 1. listája, a különösen veszélyeztetett fajokról szóló, tiltja a vele való nemzetközi kereskedelmet.